# تلوث نهر الفرات

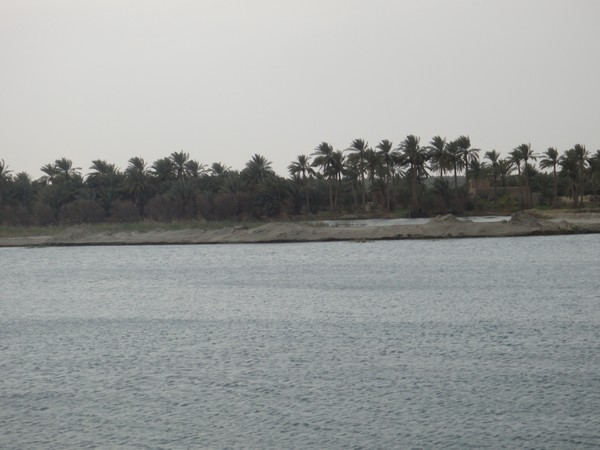
نهر الفرات في العراق

منذ فجر التاريخ، كانت ضفاف نهر الفرات (بالإضافة لضفاف نهر دجلة، وما بينهما) المهد الأساسي لابتكار الزراعة المروية قبل حوالي 12 ألف عام. كما مارست الشعوب المقيمة على ضفافه صيد الأسماك والنقل النهري والتجارة البينية، وتتابعت الأنشطة البشرية الاقتصادية وبنيت آلاف المدن والقرى عبر آلاف السنين على ضفافه، بعضها لايزال حيّاً إلى اليوم. مؤخراً، تزايدت وتيرة استثمار مع بناء عشرات السدود وتأسيس المزارع الجماعية الواسعة على ضفافه.، فهو شريان الحياة في محافظة "الرقة"، سواءً لجهة كونه المصدر الرئيسي لمياه الشرب في المحافظة، والوحيد بالنسبة للمياه المستخدمة في مشاريع الري الحكومية على الرغم من أن مشكلة التلوث القادم لنهر الفرات ليست بجديدة لكننا نجد أن حجمها يأخذ بالازدياد وما ينذر به من تداعيات سلبية حتماً وهو ما تردد خلال السنوات القليلة الماضية حيث سجل العديد من الحوادث المرضية التي ربطها المواطنون بتلوث المياه وكانت موضع شك لديهم بأنها هي مصدرها ومنها ما اشتكى منه أهالي القرى الواقعة إلى الشرق من مدينة الرقة من ناحية الجزيرة (الرقة السمراء وطاوي والحمرات والكرامة) والذين عدوا أن تلوث المياه هو مصدر ما يعانونه من أمراض كلية وغيرها ومن ثم في منطقة السبخة التي سجلت هي الأخرى حالات صحية عديدة منها جائحة إسهالات حادة.

## الصرف الصحي الملوث الأساس
يعد الصرف الصحي الملوث الأساس لمياه نهر الفرات، ومخلفاته تؤثر في نوعية المياه وهي تنذر بتراكمها بتأثير أكبر ولاسيما على ضوء حجمه إذ وكما هو معروف فإن عدد المصبات الحالية للصرف الصحي عليه ضمن نطاق المحافظة يبلغ (10) مصبات لتجمعات كبيرة عليه يبلغ تعداد سكانها أكثر من /700/ ألف نسمة ويأتي في مقدمتها كل من مدينتي الرقة والثورة اللتين تضمان أكثر من 60% من عدد سكان محافظة الرقة.

## الصرف الزراعي
يعد الصرف الزراعي وهو الصرف الناجم عن مخلفات عمليات الري وغسل التربة للأراضي المستصلحة، والذي يحمل كما هو معروف الملوحة الناجمة عن ذلك ومخلفات الأسمدة الكيماوية المختلفة المضافة للأراضي، مصدر التلوث الثاني بالنسبة لنهر الفرات وأهم وأكبر المصارف التي تصب على الفرات حاملة مخلفات الصرف الزراعي هو مصرف شعيب الذكر الذي يصب في البحيرة ويعد الأغزر إذ تبلغ غزارته في بعض الأحيان ( 6) م3/ثا بما يعنيه ذلك ثم تليه مصارف المشروع الرائد ومن ثم مصرف البليخ الرئيس الذي يصب في النهر على بعد نحو /7/ كم إلى الشرق من مدينة الرقة والذي يحمل إضافة لمخلفات الصرف الزراعي من الأراضي المستصلحة في حوض البليخ والتي تزيد مساحات مشروعاتها على /40/ ألف هكتار ما يفيض من نهر الجلاب مما لا يستجر منها من قبل مزارعي منطقتي سلوك وتل أبيض ونهر الجلاب هو أصلاً مصرف زراعي قادم من الأراضي التركية وكل التحاليل التي قطفت من مياهه أكدت هذه الحقيقة وأن نسب المواد الكيماوية تتجاوز في أوقات كثيرة الحدود المسموحة مع ما يعنيه ذلك بالنسبة لتلوث مياه النهر وأثره في نوعيتها وانعكاس ذلك على الصحة العامة.

## معالجات الصرف الصحي
تركزت معالجات الصرف الصحي التي تمت حتى الآن على العمل لمعالجة ما يرد من مخلفات شبكات الصرف الصحي للتجمعات الكبيرة التي تصب في النهر ولكن وعلى ضوء الحجوم والأعداد والكميات، فقد ظلت هذه المعالجات قاصرة ولم تتجاوز إطار الدراسات وحتى ربما التعاقد من دون المباشرة في التنفيذ إذا ما استثنينا ما أمكن سابقاً من تنفيذه من محطات معالجة لخمسة تجمعات كبيرة تصب في النهر وهي السبخة والكرامة والمنصورة ودبسي عفنان ومعدان بينما بقيت النسبة الأكبر من هذه التجمعات تنتظر التنفيذ.
ووفقاً للمهندس محمود علي الموسى المدير العام للشركة العامة للصرف الصحي في الرقة فإن الشركة، وهي المعنية بهذه المسألة، عملت على المعالجة من خلال توجهات متلازمة وهي الاستمرار في تشغيل محطات المعالجة الخمس المنفذة سابقاً ومتابعة المشروعات الخاصة بمحطات معالجة الصرف الصحي وهي مدروسة سابقاً وتشمل المدن الكبيرة وتحديداً مدينتي الرقة والثورة...
ولكن وبعد أن أمكن خلال العام ما قبل الماضي التعاقد على تنفيذ محطة معالجة لمجاري مدينة الرقة بكلفة تقدر بأكثر من ملياري ليرة سورية وحدد موقعها في تل زيدان إلى الشرق منها بنحو (5) كم والتي تشكل أكبر منشأة من نوعها وفق تصميمها ورغم مصادقة اللجنة الاقتصادية عليها وإعطاء أمر المباشرة فقد أجّل التنفيذ حالياً بسبب الظروف القائمة، بينما بالنسبة لمدينة الثورة وبعد أن تعذًر أيضاً تنفيذ المحطة من خلال وكالة (جايكا) اليابانية بموجب منحة والتي سبق لها أن وعدت بذلك وأعدت الدراسات والإضبارة اللازمة لهذه الغاية فلم تسجل أي خطوات تنفيذية باتجاه هذه المحطة التي تعد ضرورية جداً في مواجهة مصادر تلوث نهر الفرات.

## دراسات متكاملة لرفع التلوث عن الفرات
لكن الأهم في المعالجة تمثل في متابعة تنفيذ دراسات لرفع التلوث عن النهر والذي سبق أن تعاقدت وزارة الإسكان والتعمير مع الشركة العامة للدراسات والاستشارات الفنية بموجب العقد رقم 19/25/4/6 تاريخ 11/2/2009 لإجراء دراسات تفصيلية عنه حددت غاياتها بدراسة ما قد ينجم عن صرف مخلفات الصرف الصحي إليه من دون معالجة وذلك من القرى والمدن والتجمعات السكانية الموجودة في حوضه وتحديد المصبات الموجودة في كل منها وجميع أماكن المناطق الصناعية والسياحية وإجراء دراسة هندسية تفصيلية للتجمعات الداخلية في القرى الواقعة ضمن منطقة الدراسة التي لها مخططات تنظيمية وكذلك للقرى المتقاربة وذلك بقصد معالجة مياه مجاريها مجتمعة أو منفردة حسبما تتطلبه الدراسة الفنية والاقتصادية والطبوغرافية وإمكانية الاستفادة من المياه المعالجة للري وإمكانية الربط للمصبات وتجميعها ومعالجة مجاري هذه المصبات لكل نهاية مصب أو محور وفق الدراسة الفنية والاقتصادية لكل حالة إضافة للتجمعات المنفصلة.
وفي هذا الإطار بينت المعطيات الخاصة بهذه الدراسات حسبما أوضح رئيس مجموعة الشركة الدارسة في الرقة الأولويات التي خلصت لها وهي تقسيم التجمعات المتوضعة على ضفتي النهر على أربع مراحل وهي من سد الفرات إلى سد البعث وتشمل /5/ تجمعات على الضفتين ومن سد البعث حتى نهاية المدينة وتشمل /18/ تجمعاً على الضفتين ومن مدينة الرقة إلى ناحية السبخة شرقاً وتشمل /14/ تجمعاً على الضفتين ومن ناحية الكرامة حتى حدود المحافظة شرقاً وتشمل/26/ تجمعاً على الضفتين.
وقد تم إعداد إضبارة المرحلة الأولى من الدراسات والتي تشمل المنطقة الواقعة شمال النهر الممتدة من شرق سد الفرات حتى الرقة وسبق أن اقترحت شركة الصرف الصحي تنفيذها من خلال التعاقد مع الشركة العامة للمشاريع المائية وتشمل بالتحديد محطتي معالجة في كل من كديران وحاوي الهوى مع شبكات فرعية في التجمعات السكانية الواقعة ضمنها وبكلفة تزيد على مليار ليرة سورية، ولكن نتيجة الظروف فقد أجّل ذلك أيضاً

## غياب معالجات الصرف الزراعي
أما بالنسبة للصرف الزراعي، فقد سجلت الفترة الماضية غياب المعالجات الخاصة به والتي تعود مسؤوليتها للمؤسسة العامة لاستصلاح الأراضي إذ اكتفت بالرد على جميع الطلبات بالتقليل من أي آثار تذكر للصرف الزراعي على نوعية المياه وصلاحيتها للشرب ولم يلحظ لها أي متابعات يمكن أن تحد من هذا المؤثر السلبي.
طبعاً.. قد يرى البعض أن المسألة هي تحت السيطرة إن جاز التعبير قياساً إلى التحاليل الخاصة بجودة المياه ومؤشرات التلوث البيولوجي التي أجريت حتى الآن لمياه النهر والتي دلت على أنها مازالت ضمن النسب المسموحة علمياً ولكن وفي المقابل وإذا ما أردنا الوقوف على ذلك تفصيلاً فإن بقاء النوعية ضمن هذه الحدود وفقاً لمختصين يعود لغزارة النهر ومعالجة المياه قبل ضخها للشرب، وهذا كله يقودنا نحو الحقيقة الماثلة أمامنا الآن وهي أن سباقاً فعلياً نشهده بين التراكم المتتالي لتلوث المياه الناجم عن الصرف الصحي مع المتابعات باتجاهه ولكن وعلى ما يبدو فإن الظروف فرضت ذاتها لتبقى هذه المسألة في إطار الدراسات وتحول ذلك إلى واقع مرهون برصد الاعتمادات اللازمة، وهذا ما تأمله محافظة الرقة ولاسيما على ضوء ما تمثله هذه المسألة بالنسبة لمواطنيها وسلامتهم حيث تستطيع الرقة أن ترسي البناء الأهم بيئياً وهو تخليص نهر الفرات من مصادر تلوثه المقلقة.